# Héritage (entreprise)
Pour les articles homonymes, voir Héritage.
Héritage est une entreprise française fondée en 2021, distribuant en 2023 une gamme de huit produits ménagers historiques, dites « marques patrimoniales », dont la lessive Bonux.

## Historique
À la suite de la vente de Swania, entreprise de détergents écologiques revendue à Henkel en juillet 2021, Daniel Chassagnon et Richard Lerosey fondent l'entreprise Héritage,,. De la vente au groupe allemand, ils conservent deux marques : le cirage Baranne et le dépoussiérant O'Cedar. Dans la foulée, ils achètent les nettoyants Terra puis Vigor, Miror, Décap'Four ainsi que l'assouplissant Minidou,. Par la suite, ils se portent acquéreurs de la lessive Bonux disparue en 2012 et appartenant à l'entreprise allemande Dalli depuis 2018,. L'entreprise privilégie le Made in France pour plus de trois quarts de sa production. 